# Elatobia bugrai
Elatobia bugrai is een vlinder uit de familie echte motten (Tineidae). De wetenschappelijke naam is voor het eerst geldig gepubliceerd in 1981 door Kocak.
De soort komt voor in Europa.